# Llardecans
Llardecans è un comune spagnolo di 607 abitanti situato nella comunità autonoma della Catalogna.